# 163640 Newberg
163640 Newberg este un asteroid din centura principală de asteroizi.

## Descriere
163640 Newberg este un asteroid din centura principală de asteroizi. A fost descoperit pe 29 octombrie 2002 la Apache Point Observatory în cadrul programului Sloan Digital Sky Survey. Asteroidul prezintă o orbită caracterizată de o semiaxă mare de 3,18 ua, o excentricitate de 0,15 și o înclinație de 8,3° în raport cu ecliptica.